# (19630) Janebell
(19630) Janebell est un astéroïde de la ceinture principale.

## Description
(19630) Janebell est un astéroïde de la ceinture principale. Il fut découvert le 2 septembre 1999 à Eskridge par Graham E. Bell. Il présente une orbite caractérisée par un demi-grand axe de 2,61 UA, une excentricité de 0,04 et une inclinaison de 15,7° par rapport à l'écliptique.

## Compléments